# FCoinJP
FCoinJP（エフコイン・ジェイピー）は、暗号通貨取引所である。

## 概要
FCoinJPはいわゆる企業体ではなく、ユーザーが主体となって自治するコミュニティ主体の取引所である。同じくコミュニティ主体の仮想通貨取引所FCoinと提携し、日本語使用者向けのサービスとして2018年に設立した。しかし、2019年11月現在のユーザー数は公式テレグラムのアカウント数から推測すると中国語使用者の方が多い。
FCoinJPのFは、二つの意味を持つ。
1. 金融レベルの取引所を示す Finance
2. 未来を示す Future

## 主なサービス
通常の仮想通取引に加えて、以下のサービスが受けられた。

### 理財口座
ビットコインなどの主要通貨を預けることにより、毎日利息を受け取る。利息は、後述するレバレッジ取引の利用状況により変動する。対象コインは、2019年12月現在ビットコイン、イーサリアム、リップル、イオス、USDTの５種類。

### レバレッジ口座
証拠金を預けて、仮想通貨の信用取引ができる。
2019年12月現在、証拠金に対して最大６倍の取引が可能である。

## FCoinJP Token
FCoinJP Token（略：FJ）当初の発行計画通りに、FJ 100億枚の発行を完了した。FJは様々な権益をユーザにもたらす。
1. 収益の分配　FJをロックアップしたユーザには、取引所の収益の80％を比率に応じて分配される。ただし、2019年5月からFJの買い上げ及びバーンにユーザへの分配全てを使用することが全体投票で決定した。これによりユーザへの分配は一時停止している。
2. 意思決定権　選挙及び重要な意思決定の投票権を有する。

また、FJは2019年11月16日にフラクタル（Fractal)のメインネットへの移行が完了した。

## 事故
2020年2月17日、技術・制度・セキュリティーなどについて全面支援をしていたFCoinが、最大1億3000万ドル（約140億円）相当のビットコインの不足を発表し、顧客のビットコインの引き出しができないことを発表した。システムバグで本来の配当以上の量を配布してしまったという。2020年3月現在、取引所の再開に向けて動いている。これに伴い、FCoinJPも同じく顧客資産の引き出しができない状況にある。